# Padlý anděl (Akta X)
Padlý anděl (v anglickém originále Fallen Angel) je desátá epizoda první série amerického sci-fi seriálu Akta X. Premiéru měla na televizní stanici Fox 19. listopadu 1993. Scénář epizody napsal Howard Gordon a Alex Gansa, režíroval Larry Shaw. Epizoda je zařazena do Mytologie epizod seriálu Akta X.
Hlavními postavami seriálu jsou zvláštní agenti FBI Fox Mulder (David Duchovny) a Dana Scullyová (Gillian Andersonová), kteří pracují na případech spojených s paranormálními jevy, tzv. Akty X. Jerry Hardin si zopakoval svou roli jako Deep Throat. Epizoda byla většinově dobře přijata.
Když Mulder a Scullyová vyšetřují záhadné místo havárie, zjistí, že oficiální zprávy o incidentu jsou jen zástěrkou pro havarované UFO. Mezitím se Mulder setká s ufologem, který věří, že byl již unesen. Max Fenig se později objeví ve čtvrté sezóně, a to v epizodách Tempus Fugit a Max.

## Dějová linie
V Townsendu ve Wisconsinu havaruje v nedalekém lese UFO. Když zástupce šerifa přijde na místo události a prohledává oblast, zabije jej neviditelná postava. Vzhledem k tomu, že vzdušné síly pád objektu sledují, plukovník Calvin Henderson (expert na vojenská UFO) zahajuje operaci Falcon.
Fox Mulder vycestuje do Townsendu a pořídí pár fotografií z místa havárie, jen aby se nechal chytit. Poté, co byl podroben výslechu Hendersonem, je zadržen spolu s výstředním členem NICAP — Maxem Fenigem, který byl také zajat v lese. Druhý den ráno si Dana Scullyová přijíždí pro Muldera, aby si jej odvedla. Říká mu, že náčelník FBI Joseph McGrath si došlápnul na Blevina, nařídil šetření s doporučením, ať se zavřou Akta X a aby Mulder odešel od FBI, a to kvůli jeho chování. Scullyová tvrdí, že vrak byl identifikován jako sestřelená libyjská stíhačka s jadernou hlavicí, toto vysvětlení ale Mulder odmítá. Mezitím, neviditelný UFO cestující projde elektronickým plotem zřízeným kolem místa havárie a utíká přes silnici pryč.
Agenti se vrátí do Mulderova motelu a zjišťují, že jej Max prohledal. Když Maxe zadrží, vypoví, že je fanouškem Muldera a NICUP sleduje práci jeho práci v Aktech X. Max agenty zavede do svého přívěsu naproti motelu, kde ukazuje audio nahrávky, mezi nimi je zástupce šerifa i požární posádka, která přijela na místo nehody. Mulder a Scullyová navštíví vdovu zástupce šerifa. Vdova tvrdí, že vláda jí nechce dát tělo jejího manžela a hrozí jí, aby mlčela. Mezitím armáda pomocí přístroje zjistí v prostoru svého objektu pohybující se neviditelnou věc, která na vojácích zanechá rozsáhlé popáleniny. Agenti se setkají s lékařem, který přijal zástupce šerifa a požární posádku. Lékař zjistil, že dotyční zemřeli na mimořádně vážné popáleniny a vypovídá, že mu bylo také armádou vyhrožováno. Henderson poté dorazí do nemocnice se skupinou popálených vojáků, kteří byli napadeni neviditelným vetřelcem na jejich základně.
Mulder se vrací do Maxova přívěsu a objeví Maxe ležet na zemi v epileptickém záchvatu. Jak Malder Maxovi pomáhá, všimne si záhadné jizvy za Maxovým uchem. Mulder si znovu prohlíží dřívější Akta X a objeví podobné jizvy na lidech, kteří nahlásili mimozemské únosy. Scullyová si je tvrzením nejistá a namítá, že Max bere silné prášky na psychózu, které viděla v jeho autě. Také si myslí, že má chorobné představy.
Letecká základna sleduje větší UFO, jak se vznáší nad Townsendem. Neviditelný vetřelec vstoupí do Maxova přívěsu a unáší ho. Když agenti Když agenti navštíví přívěs, Max není k nalezení. Podle rádiového přenosu armády se ukáže, že byl převezen na nábřeží. Agenti spěchají, aby zachránili Maxe. Stejně tak Hendersonovi muži prohledávají oblast, aby jej vyhledali. Vetřelec zabije dva vojáky, kteří se s Maxem potkají a přimějí Maxe k útěku do skladu. Zatímco Mulder a Scullyová najdou Maxe uvnitř skaldu, budovu obklopí Hendersonovy muži. Mulder se snaží Maxovi pomoci, ale je vetřelecem napaden a zraněn. Mulder pak vidí Maxe, jak se vznáší ve sloupci světla a najednou mizí. Když Henderson zjistí, že je Max nezvěstný, nařídí Muldera zatknout.
Zpět ve Washingtonu, jsou jak Scullyová, tak Mulder vyslýcháni McGrathem. McGrath chce především tvrdé pokárání pro Muldera a předkládá písemnou výpověď Hendersona, ve kterém je řečeno, že Maxovo tělo bylo později nalezeno v přepravním kontejneru. McGrath a jeho disciplinární komise rozhodne uzavřít Akta X a propustit Muldera z FBI. Rozhodnutí ale vetuje Deep Throat, který cítí, že je pro ně lepší ho nechat pokračovat ve své práci, než aby se obrátil na nepravé lidi.